# Marsalforn torony
A Marsalforn torony (máltaiul: Torri ta' Marsalforn) nevet két partvédelmi őrtorony viselte, amelyek Marsalforn közelében álltak, Gozo szigetén, Máltán. Az első torony 1616-ban készült el Alof de Wignacourt nagymester regnálása idején. Egyike volt annak a hat erődtoronynak, amelyeket a Jeruzsálemi Szent János Ispotályos Lovagrend építtetett a szigetek partvédelmére 1610 és 1620 között. A part eróziója és az 1693-as szicíliai földrengés olyan természeti károkat okozott, hogy a torony 1715 körül összedőlt. Pótlására, a parttól valamivel távolabb egy új torony épült Ramon Perellos y Roccaful nagymester parancsára, amely 1722-ben készült el. A második toronyról egyetlen fénykép maradt fenn 1910-ből. A félig romos, katonailag már nem használható építményt 1915-ben lebontották.

## Története

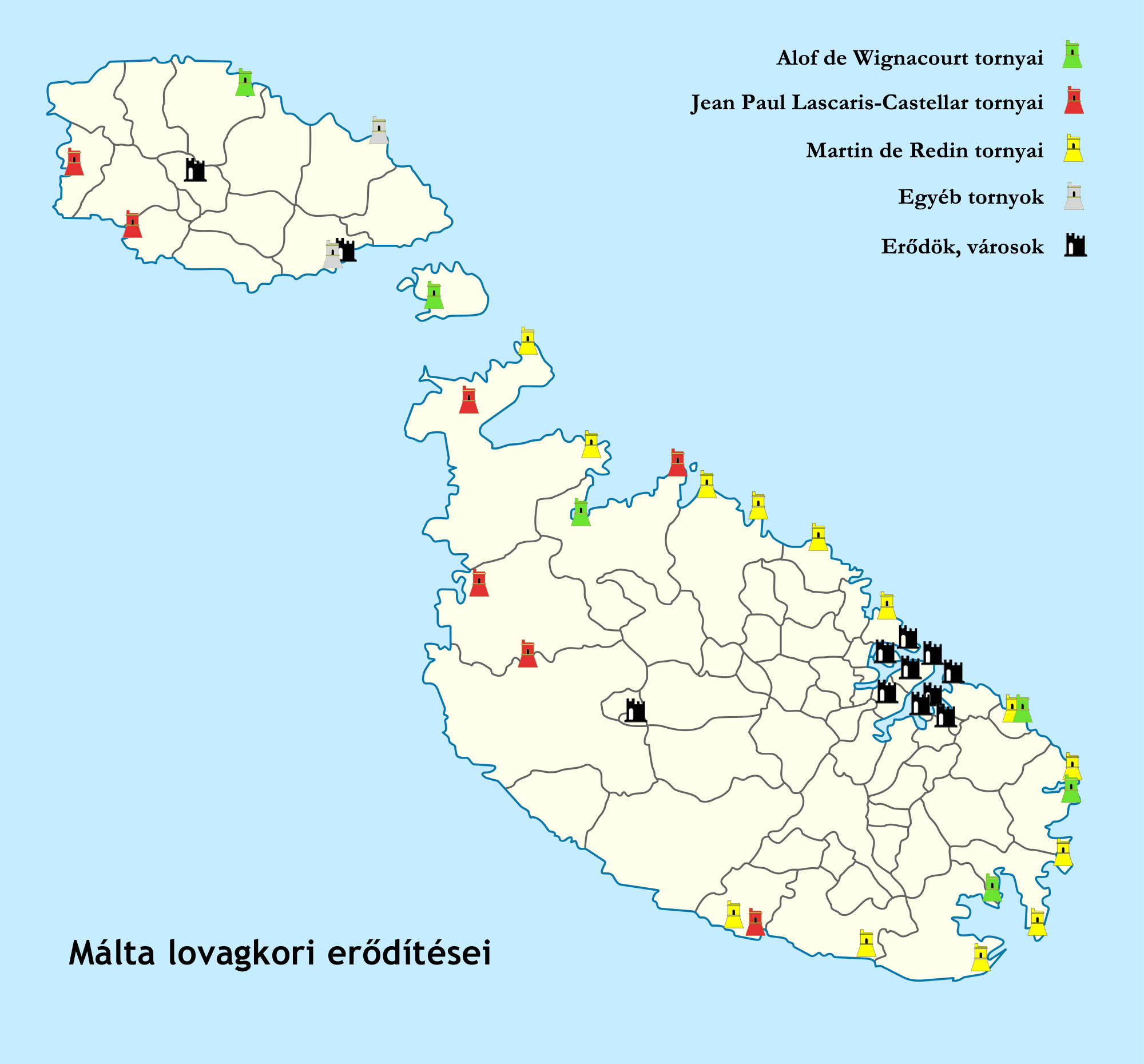
Málta 1530–1798 között épült partvédelmi rendszere

### Első torony
Az első Marsalforn torony vagy más néven Xagħra torony (máltaiul: Torri tax-Xagħra) építése 1614–1615 között kezdődött és 1616-ban fejeződött be. Ez volt a negyedik Wignacourt-torony és egyben az egyetlen, amelynek költségeit nem a nagymester, hanem a Rend biztosította. Tervezését Giovanni Rinaldini hadmérnöknek tulajdonítják. Alaprajza és mérete hasonlított a Szent Pál-öböl védelmére emelt első erődtoronyhoz, de nem voltak bástyái és kialakítása is eltért attól. A torony a Marsalforn- és a Ramla-öblök közötti sziklaperemre épült, ahonnan Gozo teljes északi partvonala jól belátható és védhető volt.
A Xagħra torony stratégiailag remek helyen állt, de a szikla, amelyre épült gyorsan erodálódott és egy része már 1681-ben a tengerbe omlott. A helyőrség megtartotta állomáshelyét, annak ellenére, hogy az 1693-as szicíliai földrengés további károkat okozott. Ekkorra a sziklafalon keletkezett repedések már a torony alá is kiterjedtek, de csak 1701-ben született döntés arról, hogy a rend új partvédelmi tornyot építtet helyette.
A Marsalforn torony utolsó említése 1715-ből való, amikor Philippe de Vendôme meglátogatta a helyőrséget, a torony várnagya, Domenico Azzupardi pedig öt ágyúlövéssel köszöntötte őt. A torony e látogatás után eltűnt a katonai feljegyzésekből, és feltételezetten 1715–1716 között összedőlt és a tengerbe omlott, vagy lebontották.
A torony egyetlen ma látható romja egy törmelékdomb a sziklafal peremén.

### Második torony
A második Marsalforn torony a tal-Qortin-fennsík közepén épült valamivel az első torony összeomlása után, 1720 körül. Ezt a tornyot az építést elrendelő Ramon Perellos y Roccaful nagymester után Perellos-toronyként (máltaiul: Torri ta' Perellos) is ismerték. Tervezője Charles François de Mondion hadmérnök volt, és 1722. május 10-én készült el; ekkor már csak az ajtó és a felvonóhíd hiányzott.
Szerkezetileg négyzet alaprajzú, lapostetős, zömök torony volt, lejtős falait muskéta-állásokhoz alakított lőrések lyuggatták, tetején alacsony mellvéd futott körbe, minden oldalon három-három ágyúállással. A tetőre a torony közepére épült lépcsősoron keresztül lehetett feljutni. Az építményt árok vette körül, a főbejárathoz felvonóhíd vezetett, és egy kápolna is volt benne.
A második torony történetéről semmi sem maradt fenn, csupán egyetlen fénykép, amelyet Michele Farrugia fotós készített 1910 körül. Ekkorra a torony már részlegesen összeomlott, majd a brit katonaság 1915-ben lebontotta.

## Fordítás
- Ez a szócikk részben vagy egészben  a    Marsalforn Tower című angol Wikipédia-szócikk fordításán alapul.  Az eredeti cikk szerkesztőit annak laptörténete sorolja fel. Ez a jelzés csupán a megfogalmazás eredetét és a szerzői jogokat jelzi, nem szolgál a cikkben szereplő információk forrásmegjelöléseként.

## További irodalom
- Stephen C. Spiteri : A lovag erődítményei: illusztrált útmutató a máltai Szent János lovagok által épített erődítményekről. Könyvterjesztők korlátozott számban, 2001, ISBN 9789990972061 .
- Charles Stephenson: Málta erődítményei 1530–1945. Osprey Publishing Limited, Wellingborough 2004, ISBN 1-84176-693-3 ( Osprey Fortress Series 16).